# Lauterbach (Hesja)
Lauterbach – miasto powiatowe w Niemczech, w kraju związkowym Hesja, w rejencji Gießen, siedziba powiatu Vogelsberg.

## Współpraca
Miejscowość partnerska:
- Reinickendorf, Berlin